# Connect professional
connect professional ist eine Medienmarke in den Bereichen Business-IT und Telekommunikation. Als Erweiterung der Marke connect richtet sich connect professional speziell an Geschäftskunden und IT-Entscheider.

## Geschichte und Entwicklung
Die Medienmarke connect professional wurde 2023 als Erweiterung des connect-Portfolios ins Leben gerufen, um den wachsenden Bedarf an spezialisierten Informationen im B2B-Sektor zu decken. connect professional entstand aus dem Zusammenschluss von ICT Channel, funkschau und LANline. 
Die Berichterstattung deckt die steigende Nachfrage nach einer ganzheitlichen Betrachtung des ITK-Marktes vom Produkt bis in den Vertriebskanal ab. Seit ihrer Gründung hat sich connect professional als Quelle für Fachkräfte und Entscheidungsträger in der IT- und Telekommunikationsbranche etabliert.
connect professional informiert zu den Themen Business-IT und Telekommunikation, Digitalisierung im Unternehmensumfeld, Rechenzentren, Cloud-Lösungen, Netzwerkinfrastruktur, Cybersecurity und weiteren IT- und technikaffinen Sachgebieten. Auf verschiedenen digitalen und Print-Kanälen informiert connect professional über die ITK-Branche.
Die Fachzeitschrift erscheint monatlich. Ebenfalls bietet connect professional eine digitale Präsenz. Das Online-Portal connect-professional.de und mehrere zugehörige Newsletter bieten tagesaktuelle Informationen und ergänzen die Berichterstattung.

## Zielgruppe
Leser sind Business-Entscheider, Channel-Manager und Infrastruktur-Fachpersonal und umfasst CEOs, CIOs, CTOs, Systemadministratoren sowie IT-Leiter und -Verantwortliche aus verschiedenen Branchen wie:
- Industrie- und Konsumgüter
- Systemhäuser, Managed Service Provider und IT-Dienstleister
- Behörden und öffentliche Einrichtungen
- Wissenschaft, Bildung und Erziehung
- Handel, Banken und Versicherungen
- Netzbetreiber und Serviceprovider